# Spoorlijn Tomelilla - Brösarp
De spoorlijn Tomelilla - Brösarp is een Zweedse spoorlijn van de voormalige spoorwegmaatschappij Ystad - Brösarps Järnväg (afgekort: YBJ) gelegen in de provincie Skåne.

## Geschiedenis
Tijdens een vergadering in Brösarp op 27 februari 1874 werd besloten om een studie te starten naar de behoefte van een spoorlijn tussen Everöd via Degerberga, Eljaröd en naar Äsperöd. Dit initiatief kon door gebrek aan geld niet worden uitvoering.

## Ystad - Brösarps Järnväg
De gemeenteraad van Ystad nam in 1897 het initiatief voor de aanleg van een spoorlijn tussen Tomelilla via St. Olof naar Brösarp. Dit traject moest, als een zijlijn van de Ystad - Eslövs Järnväg (YEJ), in Brösarp aansluiting geven op het traject van de Östra Skånes Järnvägar (ÖSJ). De ÖSJ was tot Brösarp gepland maar nog niet gebouwd.
De concessie werd op 9 september 1898 verleend. Het traject werd op 3 mei 1900 geopend.
In de periode van SJ zijn geen grote veranderingen aan de infrastructuur uitgevoerd.
Ten behoeve van de veiligheid werden wel moderniseringen door lichtseinen aangebracht.

## Sluiting
Op 1 juli 1941 werd het 16 kilometer lange traject tussen Tomelilla en St. Olof voor personenvervoer gesloten.
Tijdens de Tweede Wereldoorlog werd tussen 18 september 1944 en 9 juni 1947 het personenvervoer op beperkte schaal uitgevoerd. Het traject werd op 1 juni 1954 voor goederenvervoer gesloten.
Op 1 januari 1972 werd het 14 kilometer lange traject tussen St. Olof en Brösarp voor personenvervoer gesloten. Op 1 april 1974 werd het goederenvervoer op de 7 kilometer lange traject tussen St. Olof en Vitaby gesloten. Op 1 juni 1975 werd het goederenvervoer op de 7 kilometer lange traject tussen Vitaby en Brösarp gesloten.
In de jaren 1954 - 1956 werd het traject tussen St. Olof en een punt 1 kilometer ten noorden van Tomelilla opgebroken.
Deze sluiting betekende het einde van de oude YBJ.

## Museumspoorlijn
Het resterende deel van YBJ op het traject tussen St. Olof en Brösarp wordt sinds 1971 door de Museumspoorlijn Skånska Järnvägar (SKJ) geëxploiteerd.

## Bedrijfsvoering
Toen het traject van Eslöv naar Ystad werd gebouwd door de Ystad - Eslövs Järnväg (YEJ) en om te gaan samenwerken met de Malmö - Ystads Järnväg (MYJ). Uit deze samenwerking ontstond in 1884 een samenwerkingsverband omgezet in het uitvoeren van de bedrijfsvoering.
De Ystads Järnvägar (afgekort: YJ) werd in 1912 opgericht als voortzetting van het samenwerkingsverband en de bedrijfsvoering uitvoerde bij de volgende zes onafhankelijke spoorwegonderneming:
- Ystad - Eslövs Järnväg (YEJ)
- Malmö - Ystads Järnväg (MYJ)
- Börringe - Östratorps Järnväg (BÖJ)
- Ystad - Gärsnäs - St. Olofs Järnväg (YGStOJ)
- Ystad - Brösarps Järnväg (YBJ)
- Ystad - Skivarps Järnväg (YSJ)

## Genationaliseerd
De YJ en de bovengenoemde ondernemingen werden op 1 juli 1941 door de staat genationaliseerd en de bedrijfsvoering over gedragen aan de SJ.

## Elektrische tractie
Het traject werd tussen Ystad en Tomelilla werd in 2003 geëlektrificeerd met een spanning van 15.000 volt 16 2/3 Hz wisselstroom.